# Borg királynő
A Borg királynő a Star Trek filmek szereplője. Ő a Borg vezére Star Trek: Kapcsolatfelvétel című film és az ezután játszódó cselekményű Űrszekerek sorozatok és filmek szerint.
Bár a Borg az ezt megelőző, „Az Új Nemzedék” című filmsorozatban jelent meg, azonban ott említés sem esett királynőről. Emiatt a királynő megjelenéset többen úgynevezett retconnak (utólagos cselekménymódosítás) tekintik.
A kollektíva egyszerű felépítése megváltozott a Star Trek: Kapcsolatfelvétel című filmben, amikor megismerhettük a Borg Királynőt. Ő egy különleges tagja a kollektívának, öntudattal rendelkezik s ahogyan magáról mondja: én vagyok „az egy és a számtalan”, aki „rendet hoz a káoszba”. Szerepe szerint a Borg koordinátora, egy vezér a hangyakolónia-szerű társadalomban. A királynő páratlan anatómiai felépítése azt is lehetővé tette, hogy intim közelségbe kerüljön Data-val 2063-ban, köszönhetően egy időutazásnak.
Kijelentése, mely szerint „én vagyok a kezdet és a vég” egy, a kollektíván belüli lehetséges döntő szerepét is sejteti.
Valaha a 125-ös humanoid faj tagjaként, a Királynő megőrizte külső biológiai megjelenésének egy részét, elsősorban a törzs felső része értendő ide, habár központi idegrendszere, koponyája, gerincoszlopa, és a törzs alsó része, illetve végtagjai mesterségesek, a Borg technológia jegyeit viselik.

## Megsemmisülések
A Borg királynő többször megsemmisült. A Star Trek: Kapcsolatfelvétel című filmben a királynő biztosan jelen volt és megsemmisült, akárcsak a Star Trek: Voyager: Dark Frontier című részében és végül a Star Trek: Voyager záró epizódjában.  Hogy ez hogyan lehetséges, annak számos egymásnak ellentmondó magyarázata látott napvilágot regényekben és képregényekben. Azonban mivel a borg rendelkezik időbeli kommunikációs technológiával, a válasz valószínűleg ebben keresendő.